# Swoon (filme)
Swoon (bra: Swoon - Colapso do Desejo) é um filme de drama criminal americano de 1992 escrito, dirigido e editado por Tom Kalin em sua estreia como diretor. É estrelado por Craig Chester e Daniel Schlachet, com Michael Kirby, Michael Stumm e Ron Vawter em papéis coadjuvantes. Ele reconta o caso de assassinato de Leopold e Loeb de 1924, focando mais na homossexualidade dos assassinos do que outros filmes baseados no caso. Swoon é considerado parte integrante do movimento New Queer Cinema.
O filme teve sua estreia mundial no Festival Sundance de Cinema em 23 de janeiro de 1992, onde ganhou o prêmio de Melhor Cinematografia. Foi lançado nos cinemas dos Estados Unidos em 11 de setembro de 1992, pela Fine Line Features. Ganhou dois prêmios no Festival Internacional de Cinema de Berlim e recebeu quatro indicações ao Independent Spirit Award.

## Trama
Uma dramatização do infame assassinato de Leopold e Loeb em 1924.

## Elenco
- Daniel Schlachet como Richard Loeb
- Craig Chester como Nathan Leopold Jr.
- Ron Vawter como promotor público Crowe
- Michael Kirby como Detetive Savage
- Michael Stumm como Doutor Bowman
- Valda Z. Drabla como Germaine Reinhardt
- Natalie Stanford como Susan Lurie
- Glenn Backes como James Day

## Prêmios
- Festival Internacional de Cinema de Berlim de 1992 - Prêmio Caligari Film, Melhor Longa-Metragem - Tom Kalin
- Festival Sundance de Cinema de 1992 - Prêmio de Cinematografia (Dramático) - Ellen Kuras, indicada ao Grande Prêmio do Júri
- Independent Spirit Award de 1993 - Indicado para Melhor Cinematografia (Ellen Kuras), Melhor Diretor (Tom Kalin), Melhor Primeiro Filme e Melhor Ator Principal (Craig Chester)
- Gotham Award de 1992 - Prêmio Palma Aberta - Tom Kalin
- Festival Internacional de Cinema de Estocolmo de 1992 - Prêmio FIPRESCI de Melhor Longa-Metragem, Prêmio do Público
- Fantasporto de 1993 - Prêmio da Semana dos Diretores - Tom Kalin